# Supercopa de los Países Bajos 2017
La Supercopa de los Países Bajos 2017 (Johan Cruijff Schaal 2017 en neerlandés) fue la 28.ª edición de la Supercopa de los Países Bajos. El partido se jugó el 5 de agosto de 2017 en el Stadion Feyenoord (conocido como De Kuip, "la bañera" en español) entre el Feyenoord Róterdam como campeón de la Eredivisie 2016-17 y el Vitesse, campeón de la KNVB Beker 2016-17.
El partido concluyó 1-1 en los 90 minutos reglamentarios con goles de Jens Toornstra para el Feyenoord y Alexander Büttner para el Vitesse. Luego el partido concluyó con victoria para el Feyenoord por 4-2 en la tanda de penales.
Por primera vez la Supercopa se jugó en el estadio del último campeón de la Eredivisie así como también contó por primera vez con la utilización del VAR.

## Equipos participantes
| Feyenoord Róterdam |  | Bandera de los Países Bajos |  | Campeón de la Eredivisie 2016-17               |
| Vitesse            |  | Bandera de los Países Bajos |  | Campeón de la Copa de los Países Bajos 2016-17 |

## Partido
| -          | Guardameta     | Brad Jones               |     |
| -          | Defensa        | Kevin Diks               | 77' |
| -          | Defensa        | Eric Fernando Botteghin  |     |
| -          | Defensa        | Jan-Arie van der Heijden |     |
| -          | Defensa        | Ridgeciano Haps          |     |
| -          | Centrocampista | Karim El Ahmadi          |     |
| -          | Centrocampista | Jens Toornstra           |     |
| -          | Centrocampista | Tonny Vilhena            |     |
| -          | Delantero      | Steven Berghuis          | 74' |
| -          | Delantero      | Nicolai Jørgensen        |     |
| -          | Delantero      | Jean-Paul Boetius        |     |
| Entrenador | Entrenador     | Giovanni van Bronckhorst |     |

| -          | Guardameta     | Remko Pasveer     |     |
| -          | Defensa        | Fankaty Dabo      |     |
| -          | Defensa        | Guram Kashia      |     |
| -          | Defensa        | Arnold Kruiswijk  |     |
| -          | Defensa        | Alexander Büttner | 87' |
| -          | Centrocampista | Thomas Bruns      | 77' |
| -          | Centrocampista | Thulani Serero    |     |
| -          | Centrocampista | Navarone Foor     |     |
| -          | Delantero      | Milot Rashica     |     |
| -          | Delantero      | Tim Matavž        |     |
| -          | Delantero      | Bryan Linssen     |     |
| Entrenador | Entrenador     | Henk Fraser       |     |

| - | Defensa        | Bilal Basacikoglu | 74' |
| - | Centrocampista | Sofyan Amrabat    | 77' |

| - | Defensa        | Charlie Colkett | 77' |
| - | Centrocampista | Lassana Faye    | 87' |

| Anotado | 7' | Jens Toornstra | 1-0 |

| Anotado · Penal | 58' | Alexander Büttner | 1-1 |

| Acierto de penal | 1 | Jan-Arie van der Heijden | 1-0 |
| Acierto de penal | 2 | Jean-Paul Boetius        | 2-0 |
| Acierto de penal | 3 | Jens Toornstra           | 3-0 |
| Acierto de penal | 4 | Nicolai Jørgensen        | 4-2 |

| Fallo de penal   | 1 | Tim Matavž      | 1-0 |
| Fallo de penal   | 2 | Milot Rashica   | 2-0 |
| Acierto de penal | 3 | Navarone Foor   | 3-1 |
| Acierto de penal | 4 | Charlie Colkett | 3-2 |

| Amonestado | 38' | Kevin Diks      |
| Amonestado | 58' | Karim El Ahmadi |

| Amonestado | 29' | Bryan Linssen |
| Amonestado | 71' | Thomas Bruns  |

|  |

|  |

| Árbitro             | Danny Makkelie   |
| Árbitros asistentes | Mario Diks       |
| Árbitros asistentes | Hessel Steegstra |
| Cuarto Árbitro      | Jochem Kamphuis  |
| Árbitros del VAR    | Pol van Boekel   |
| Siemen Mulder       |                  |

| -          | Guardameta     | Brad Jones               |     |
| -          | Defensa        | Kevin Diks               | 77' |
| -          | Defensa        | Eric Fernando Botteghin  |     |
| -          | Defensa        | Jan-Arie van der Heijden |     |
| -          | Defensa        | Ridgeciano Haps          |     |
| -          | Centrocampista | Karim El Ahmadi          |     |
| -          | Centrocampista | Jens Toornstra           |     |
| -          | Centrocampista | Tonny Vilhena            |     |
| -          | Delantero      | Steven Berghuis          | 74' |
| -          | Delantero      | Nicolai Jørgensen        |     |
| -          | Delantero      | Jean-Paul Boetius        |     |
| Entrenador | Entrenador     | Giovanni van Bronckhorst |     |

| -          | Guardameta     | Remko Pasveer     |     |
| -          | Defensa        | Fankaty Dabo      |     |
| -          | Defensa        | Guram Kashia      |     |
| -          | Defensa        | Arnold Kruiswijk  |     |
| -          | Defensa        | Alexander Büttner | 87' |
| -          | Centrocampista | Thomas Bruns      | 77' |
| -          | Centrocampista | Thulani Serero    |     |
| -          | Centrocampista | Navarone Foor     |     |
| -          | Delantero      | Milot Rashica     |     |
| -          | Delantero      | Tim Matavž        |     |
| -          | Delantero      | Bryan Linssen     |     |
| Entrenador | Entrenador     | Henk Fraser       |     |

| - | Defensa        | Bilal Basacikoglu | 74' |
| - | Centrocampista | Sofyan Amrabat    | 77' |

| - | Defensa        | Charlie Colkett | 77' |
| - | Centrocampista | Lassana Faye    | 87' |

| Anotado | 7' | Jens Toornstra | 1-0 |

| Anotado · Penal | 58' | Alexander Büttner | 1-1 |

| Acierto de penal | 1 | Jan-Arie van der Heijden | 1-0 |
| Acierto de penal | 2 | Jean-Paul Boetius        | 2-0 |
| Acierto de penal | 3 | Jens Toornstra           | 3-0 |
| Acierto de penal | 4 | Nicolai Jørgensen        | 4-2 |

| Fallo de penal   | 1 | Tim Matavž      | 1-0 |
| Fallo de penal   | 2 | Milot Rashica   | 2-0 |
| Acierto de penal | 3 | Navarone Foor   | 3-1 |
| Acierto de penal | 4 | Charlie Colkett | 3-2 |

| Amonestado | 38' | Kevin Diks      |
| Amonestado | 58' | Karim El Ahmadi |

| Amonestado | 29' | Bryan Linssen |
| Amonestado | 71' | Thomas Bruns  |

|  |

|  |

| Árbitro             | Danny Makkelie   |
| Árbitros asistentes | Mario Diks       |
| Árbitros asistentes | Hessel Steegstra |
| Cuarto Árbitro      | Jochem Kamphuis  |
| Árbitros del VAR    | Pol van Boekel   |
| Siemen Mulder       |                  |

|                                      |
| Campeón Feyenoord Róterdam 3° título |